# Togoperla noncoloris
Togoperla noncoloris är en bäcksländeart som beskrevs av Du och Chou 1999. Togoperla noncoloris ingår i släktet Togoperla och familjen jättebäcksländor. Inga underarter finns listade i Catalogue of Life.